# Zula (videojuego)
Zula es un videojuego perteneciente al género de disparos en primera persona, desarrollado por Delight Games, distribuidos y desarrollado en Turquía en el año 2015. Posteriormente el juego se liberó fuera de Turquía, primero en Brasil en junio de 2016, que fue lanzado por la compañía Playspot.
La construcción del juego comenzó en 2013. Hay 16 personajes diferentes con diferentes historias en el juego, que consiste en 2 formaciones enemigas llamadas,  1) Zula, que consisten en soldados patrióticos y oficiales de inteligencia y 2) Gladyo, que consiste en mercenarios. En Zula, hay una amplia gama de opciones de municiones que incluyen armas locales como los Mehmetçik y Kırıkkale. Mapas y personajes en el videojuego, Turquía ha experimentado el juego en Steam. El 12 de julio de 2017 Valve lo retira sobre la base de que viola las reglas de Valve y Zula fue retirado de la plataforma de Steam (Con los problemas corregidas de nuevo valve lo ha publicado en la plataforma.).

## Jugabilidad

### Modos de juego
Actualmente, hay catorce modos de juego disponibles para Zula:
- Deatmatch
- Sabotaje
- Deathmatch de equipo
- Wanted
- Escolta
- Guerra de bolas de nieve
- Eliminación
- Boss Hunt
- Bofetada
- Color Party
- Simón dice
- Futbol
- Battle Royale
- Pesadilla

### Tipos de mapa
Actualmente hay 28 tipos de mapas disponibles para Zula:
- Istambul Streets
- Wedding Hall
- Northem Iraq
- Estacionamiento
- Campamento de Refugio
- Cyber café
- Sitio De Construcción
- Metro Station
- Hangar
- Yuyuan
- Torre Eiffel
- Cargo Ship
- Puerto nevado
- Fábrica De Madera
- Nemrut
- Perseapolis
- Teherán
- Torre de Maiden
- Favela
- Castillo
- Mardin
- Çukur
- Gallipoli
- Lake
- Floating Dock
- Old Town
- Madbyte Stadium
- Casa del terror

### Servidores
- Competitivo
- Battle Royale
- Torneo Premiado
- Clan 1
- Clan 2
- Sao Paolo 1
- Sao Paolo 2
- Sao Paolo 3
- Miami 1
- Miami 2
- Miami 3
- Miami 5
- Miami 7

## Personajes
| Nombre                | Lugar de nacimiento   | Profesion previa       | Estado | Información |
| Demir Erez            | Üsküdar, Estambul     | Bordo Bereli           | Zula   | Se graduó de la Academia Militar con honores. Burdeos se unió a las boinas. Aprendió la estructura oculta dentro del estado. Cuando Gladyo mató a su familia, Zula formó su equipo.                                                |
| Recep Arslan          | Adana, Turquía        | Komando                | Zula   | Hizo su servicio militar como comando. Gendarmería se unió al Equipo de Operaciones Especiales. Fue emboscado y retirado con el título de veterano.                                                                                |
| Eşref Dayı            | Ödemiş, İzmir         | Bilinmiyor             | Zula   | No está en los registros oficiales. Se rumorea que Mehmet Efe es descendiente de Çakırcalı. El mentor de Demir. Demir'in akıl hocası.                                                                                              |
| Cengiz Kaya           | Konya, Turquía        | Kabadayı               | Zula   | Creció junto al famoso matón Konya de Pala. Pala Hasan se unió a su hijo Zula'ya Gladyo'ya asesinado. |
| Şahin Kılıç           | Ankara, Turquía       | Polis                  | Zula   | Participó en la Unidad Antiterrorista de la organización policial. Su compañero fue asesinado y él se enamoró de su crimen. Fue rescatado por Demir cuando estaba a punto de ser ejecutado.                                        |
| Şamil Dudayev         | Çeçenistan            | Avcı                   | Zula   | Se ganaba la vida cultivando y cazando. Su familia fue asesinada en la redada de Gladyo. El camino se cruzó con el equipo de Zula.                                                                                                 |
| Azad Kara             | Diyarbakır, Turquía   | Bakırcı                | Zula   | Durante su servicio militar, participó en el comando de Demir. |
| Yunus Şanlı           | Trabzon, Turquía      | Balıkçı                | Zula   | Completó su servicio militar como comando. Se encontró con Recep Arslan. |
| Zeynep Yılmaz         | Manisa, Turquía       | Polis                  | Zula   | El año en que se unió a la Academia de Policía, fue sacudido por la repentina muerte de su padre. Al igual que su tío durante mucho tiempo, el asesino de su padre, Şahin Kılıç, pensó que la verdad no tardó mucho en aprender.   |
| Shahram Shams         | Tahran, İrán          | Bilinmiyor             | Zula   | Poco se sabe sobre el pasado. Aunque viene de las calles, puede entrar y entrar fácilmente en todas partes con su inteligencia y carisma.                                                                                          |
| Ivan Vasilyev         | Korkino, Rusia        | Madenci                | Gladyo | La unidad de comando Spetsnaz que trabaja para la inteligencia rusa se unió al GRU. Recibió una medalla de coraje en la guerra de Chechenia. Trabajó como mercenario y se convirtió en el líder de la formación Gladyo.            |
| Pierre Julliard       | París, Francia        | Asker                  | Gladyo | Después de la secundaria, se unió al ejército. Mientras se desempeñaba como mercenario, se unió a Gladyo en la oferta de pensamiento cautivo en Sudán.                                                                             |
| Larry Silverstein     | Aşkelon, İsrael       | Uluslararası İlişkiler | Gladyo | Estudió en la Universidad de Harvard. Fue asignado a Oriente Medio la responsabilidad de una empresa privada. Cuando mataron a sus padres, se unió al Mossad para vengarse. Yo era un agente de Gladyo en oferta.                  |
| Trevor Edward Moore   | Liverpool, İnglaterra | Keskin Nişancı         | Gladyo | Se unió al ejército voluntariamente. Cuando trabajaba en Afganistán, se descubrió que era un mercenario y fue expulsado del ejército. Su camino se cruzó con Gladyo.                                                               |
| Robert O'Bannon       | Tejas, ABD            | Kamyoncu               | Gladyo | Estaba estudiando supervivencia en un campo de entrenamiento privado. Cuando el campo secreto fue allanado por el FBI, fue enviado al ejército como castigo. Estuvo de acuerdo en ser un agente de Gladio mientras servía en Irak. |
| Rosa Battaglia        | Roma, İtalia          | Bilinmiyor             | Gladyo | Nació en Roma, Italia. Además, no hay información sobre Rosa en los registros oficiales. |
| David King            | ABD                   | Mucit                  | Gladyo | Dejó América sabiendo que su invento se convertiría en un arma de destrucción masiva. Vivió en Europa con una identidad falsa. Se cruzó con Gladyo.                                                                                |
| Alonso Vargas         | Tejas, ABD            | Motorcu                | Gladyo | Estaba en problemas con la policía como resultado de un robo. Cuando se reconoció la capacidad de conducción, se incorporó Gladyo.                                                                                                 |
| Elena Terentjeva      | Vilnius, Litvanya     | Sporcu                 | Gladyo | A la edad de 8 años, perdió a su madre, padre y hermanos en un ataque después de un torneo en Bosnia y Herzegovina. Sobrevivió al ataque y luchó por sobrevivir durante días en edificios en ruinas.                               |
| Pablo Aka "El Patron" | Rionegro, Kolombiya   | Suçlu                  | Gladyo | Con su ambición y crueldad, pronto llegó a la cima y se convirtió en el líder de uno de los carteles criminales más grandes de Colombia. Lo llamaban El Boss ahora.                                                                |

## Cierre de Zula Latinoamérica
Lamentablemente el 8 de abril del 2021 en la página oficial del Facebook del Zula Latinoamérica fue anunciado el cierre de su servicio para el próximo 14 de abril por parte de Axeso5 aseguraron que no eran sus intenciones y que de manera unilateral no pudieron renovar la licencia de distribución. Hasta el momento, Madbyte Games ha hecho un sistema de migración para aquellas cuentas de Axeso5 en Zula las transfieran al nuevo servicio de Madbyte Games totalmente renovado y con las últimas actualizaciones de Zula que proporciona Madbyte Games. Pero para la mala suerte esa migración solo duró un mes.